# Бойки (Сумская область)
Бойки (укр. Бойки) — село,
Павленковский сельский совет,
Лебединский район,
Сумская область,
Украина.
Код КОАТУУ — 5922987103. Население по переписи 2001 года составляло 2 человека .

## Географическое положение
Село Бойки находится на одном из истоков реки Грунь.
На расстоянии в 1 км расположено село Марусенково.
По селу протекает пересыхающий ручей с запрудой.